# Il contratto (Eduardo De Filippo)
Il contratto è una commedia in tre atti scritta e interpretata da Eduardo De Filippo nel 1967, inserita dall'autore nel gruppo di opere che ha chiamato Cantata dei giorni dispari.

## Trama
Il personaggio principale della commedia è Geronta Sebezio che nel nome sembra alludere al significato di vecchio (geronto) saggio del Sebeto, un fiume della Campania dove si trovarono tracce delle prime popolazioni partenopee. 
Geronta, un uomo alto, magro, di 55 anni, è il nobile discendente, così almeno dice lui, di una ricca aristocratica famiglia proprietaria di un castello del XIII secolo e di terre che si estendono da Mondragone sino al fiume Sebeto. Geronta richiama nella sua storia quella de Il sindaco del rione Sanità. Anche lui da giovane ha ricevuto un'ingiustizia dai suoi fratelli che lo hanno fatto interdire ed espropriare di tutte le proprietà ricevute dall'eredità paterna poiché egli per generosità e amore del prossimo, donava a chiunque ne avesse bisogno il suo denaro. Ridotto a vivere in una piccola proprietà di campagna, Geronta ha continuato a donare agli altri il suo amore per l'umanità. Egli infatti, senza nessuno scopo di guadagno personale, così dice il contratto che fa firmare ai richiedenti, richiama in vita chi durante la sua esistenza ha amato i suoi familiari e parenti. Lo testimoniano gli ingrandimenti delle foto con dedica dei resuscitati che sono accatastati nello stanzone dove Geronta riceve gli aspiranti alla resurrezione. 
La fama di Geronta nasce da un episodio particolare: il suo amico Isidoro, un orfano allevato dalla sua famiglia, per lui come un fratello, muore improvvisamente, almeno così sembra e così credono coloro che hanno assistito al fatto. Il medico sta stilando il certificato di morte quando giunge Geronta che, addolorato e spinto dal suo grande amore, dinanzi alla "salma" del suo fraterno amico esclama: «Che stai facendo? Qui sta il fratello tuo, Geronta Sebezio! Tu non sei morto! Alzati!». E Isidoro, novello Lazzaro, si alza dal suo letto di morte. Geronta sostiene che è stato il suo grande e disinteressato amore, unito a quello degli amici presenti, che ha fatto rivivere Isidoro e quindi ha deciso di mettersi al servizio di coloro che, amando senza limiti i loro parenti defunti, si affidano a lui che, convogliando il loro amore verso il morto, lo farà resuscitare. 
Nel contratto così è scritto: niente è dovuto a Geronta che assicura la resurrezione se l'aspirante alla nuova vita (che deve essere ricco, ma questo non è riportato nel contratto), s'impegna ad amare in vita tutti i suoi parenti, dai più vicini ai più lontani, anche quelli che gli sono stati odiosi e nemici; egli dovrà assisterli e aiutarli chiamandoli presso di sé. Inoltre egli dovrà lasciare un testamento dove è previsto che tutte le sue proprietà, nessuna esclusa, dovranno essere equamente divise tra la sua famiglia e i suoi parenti. L'aspirante alla resurrezione così continuerà a essere amato anche dopo la morte e si formerà allora quella catena d'amore che, come per Isidoro, che era amato da tutti, ha permesso il suo richiamo in vita. 
Geronta sa bene che Isidoro in realtà era stato colpito da una morte apparente e che quanto promette il contratto, per la malvagità e l'avidità degli uomini, non accadrà mai.

## Analisi
Nella prima parte della commedia Geronta si presenta come un benefattore dotato del potere soprannaturale di far resuscitare i morti. In realtà egli ha solo escogitato un sistema per arricchirsi facilmente. Il trucco si chiarisce quando Geronta avvertito per telefono dai parenti di Gaetano Trocina, uno dei sottoscrittori del contratto morto improvvisamente, si precipita nella loro casa per resuscitare il caro estinto. 
In realtà moglie e figli non sono minimamente addolorati dalla scomparsa di Gaetano (tanto da mangiare e bere avidamente pochi minuti dopo la scoperta della sua morte), ma intendono farlo resuscitare solo perché hanno scoperto che una grossa parte dell'eredità era stata destinata all'avido Giacomino, un lontano cugino che, al tempo della sottoscrizione del contratto con Geronta, Gaetano si era impegnato a beneficare e a ricordare nel testamento. 
Geronta invoca la "catena d'amore" con cui la moglie e i figli di Gaetano avrebbero il potere di far resuscitare il morto, ma ovviamente non si verifica nulla di tutto ciò. La mancata resurrezione non viene imputata a un'incapacità di Geronta, ma alla mancanza di amore da parte dei parenti, che appaiono del resto meschini, avidi e lacerati da rancori.
Così si apre la successione, ma Giacomino, beneficiario di una consistente parte dell'eredità, secondo la legge di successione, sarà quasi del tutto privato della sua parte per la tassa da pagare, molto alta per i parenti più lontani del defunto, e se insisterà ad avere la parte spettante dell'eredità per vie legali dovrà affrontare l'opposizione dei parenti più prossimi, e quindi i lunghissimi tempi delle cause civili: «Si rimanda, si rimanda ... rinvii, appelli, contrappelli, Cassazione ... passano decine e decine di anni, pure cinquanta, sessanta, ottanta ... quando finalmente la causa va in decisione e l'hai perduta, perché la perdi, le spese di giudizio sono arrivate a cifre astronomiche, ti trovi nell'impossibilità di pagarle e finisci in galera».
Così dice Geronta a Giacomino per convincerlo a rinunciare alla sua parte d'eredità (un terzo ammontante a circa trecento milioni) per ricevere in cambio una somma in contanti. Vi sono tra le proprietà del morto infatti dei buoni del Tesoro, che non sono tassabili (che stranamente si ritrovano sempre nei casi di resurrezione di cui si occupa Geronta) e che la famiglia è disposta a cedere per avere in cambio l'intero patrimonio ereditario. 
Nel caso raccontato dalla commedia il defunto ha lasciato trecento milioni di buoni del Tesoro che sono stati depositati da un notaio che li consegnerà a chi gli presenterà l'atto di rinuncia all'eredità. Geronta servendosi di uno strozzino, che si prenderà la sua ricca percentuale di cinque milioni, si farà anticipare duecento milioni in buoni del Tesoro al portatore e cento milioni in contanti. Al parente rinunciatario Geronta offrirà, da parte della famiglia del defunto, cento milioni in buoni del Tesoro, non tassabili, e in più quaranta milioni in contanti.
A Geronta quindi rimarrà il bel guadagno di 155 milioni, esentasse. Il parente naturalmente si convince, intascherà i suoi 140 milioni, molti di più di quelli che avrebbe ricevuto dall'eredità dopo aver pagato le tasse di successione, firmerà l'atto di rinuncia che Geronta consegnerà allo strozzino che a sua volta lo darà al notaio riprendendosi la somma anticipata.
Geronta è felice perché come dice all'avido parente: «ti ho rimesso al mondo» perché un uomo senza denaro è come se fosse morto e lui invece l'ha fatto resuscitare. Proprio questo scriverà sulla foto che Geronta ha voluto per "ricordo": «A mio fratello Geronta che mi ha resuscitato». 
E così continuerà l'inganno. Già un altro pretendente alla resurrezione, Napoleone Botta, che ha sposato una losca vedova con figli solo per avere parenti disponibili alla catena dell'amore, ha ottenuto da Geronta il contratto.